# Małgorzata Kosik
Małgorzata Kosik (ur. 17 czerwca 1973 w Warszawie) – polska tancerka, fotomodelka, piosenkarka, prezenterka telewizyjna i aktorka niezawodowa.

## Życiorys
Początki gry aktorskiej wywodzą się z musicalu Metro (1991–1994), gdzie występowała u boku m.in. Edyty Górniak, współpracując z Januszem Józefowiczem. Zagrała w musicalu Pan Twardowski (1993) – w warszawskim Teatrze Komedia – w reżyserii Krzysztofa Jasińskiego i choreografii Jarosława Stańka. W latach 1996-97 tańczyła u Małgorzaty Potockiej w grupie baletowej Sabat. W latach 2002–2007 grała w musicalu Chicago, węgierską więźniarkę Hunyak. W 2005 r. zagrała w przedstawieniu Stepping Out postać Doroty w reżyserii Krzysztofa Jasińskiego i choreografii Piotra Galińskiego. Występowała także w Teatrze Buffo w przedstawieniu muzycznym Do grającej szafy grosik wrzuć.
W Teatrze Capitol w 2010 r. zagrała w przedstawieniu Przypadki Roberta R. W spektaklu "Przepraszam, co Pan tu robi?"(2016) w reżyserii Wojciecha Błacha - wcieliła się w rolę psychoterapeutki.
W telewizji można było ją zobaczyć m.in. w serialach: Na dobre i na złe (2002), Marzenia do spełnienia (2002), serialu kryminalnym Defekt 2. Księżniczkę inkaską zagrała w dokumencie fabularyzowanym Klątwa skarbu Inków, a w 2015 r. zagrała w serialu ekspedycyjno-podróżniczym Misja Natura (TVP2).
W 1996 roku zdobyła tytuł drugiej Wicemiss Fitness. W latach 1997–1998 śpiewała wraz z czterema koleżankami w zespole Taboo, który wydał płytę pt. One. Dwukrotna mistrzyni rock & rolla w konkursie Billy Haleya w 1992 r. i 1998 r.
W maju 2003 roku pod pseudonimem Emmi nagrała swoją pierwszą solową płytę pt. C'est la vie/Ukradłeś mi marzenia.
W 2004 r. miała sesję zdjęciową dla polskiej edycji miesięcznika Playboy – wydanie z lipca.
Prowadziła programy telewizyjne „Piosenka na życzenie” (TV4) „Przytul Mnie” (Polsat). Zajmowała się produkcją i prowadzeniem programu o charakterze podróżniczym pt. „Krossem przez świat” (TV 4). W Superstacji prowadziła programy „Poranne Espresso” i „Super Woman” oraz serwis sportowy. Wraz z Wojciechem Jermakowem prowadziła program „Happy Hour” w TV 4. Od 2 marca 2008 r. współprowadziła program Big Brother 5 i Big Brother Vip. W latach 2011–2013 współpracowała z programem Pytanie na śniadanie (TVP2). W latach 2012–2013 prowadziła wiadomości sportowe w TVP Warszawa. W 2013-2015 prowadziła program o zdrowiu "Alchemia zdrowia i urody".
Obecnie zajęła się produkcją bajek i teledysków animowanych. Pisze piosenki i bajki dla dzieci i koncertuje w całej Polsce jako DJ Miki.
W maju 2012 wydała płytę dla dzieci DJ Miki gra w wytwórni Emi Pomaton. 4 grudnia 2012 wydała płytę Kołysanki księżycowe w wytwórni Magic Records. W maju 2013 wydała kolejną płytę dla dzieci Dj Miki i przyjaciele. W 2014 r. podpisała kontrakt z Polskimi Nagraniami na wydanie dwóch albumów: Wyliczanki i skakanki i box 3 CD pt. Z miłością dla dziecka. W tym samym roku na rynku ukazała się druga część Kołysanek Księżycowych. W 2015 r. w wytwórni Magic Records wyszły dwie płyty w marcu "Bajki Małgosi" i w grudniu Bajki Małgosi cz. 2 z autorskimi słuchowiskami. W 2016 r. Dj Miki Przeboje (MTJ), Śpiewaj i Tańcz z Dj Miki (Lemon Records), Kołysanki Księżycowe cz. 3 i 4 (Magic Records), "Wyliczanki i śpiewanki", "Dzieciaki i Zwierzaki", "Z radością dla dziecka" (Magic Records), Piosenki Zimowe (CGP).
Od 2016 r. współpracuje z kanałem dziecięcym Polsat Jim Jam. Pisze i czyta Bajki w programie "Usypianki", a także prowadzi program "Fit Dzieciaki" o tematyce tanecznej.

## Dyskografia

### Albumy
- One (1998, Tic Tac) – zespół Taboo
- C'est La Vie (2004, Fonografika, FCD116-2)
- DJ Miki gra (2012, Emi Pomaton)
- Kołysanki księżycowe (2012, Magic Records)
- Dj Miki i przyjaciele (2013, Magic Records)
- Box 3 CD Z miłością dla dziecka (2014, Polskie Nagrania)
- Wyliczanki i skakanki (2014, Polskie Nagrania)
- Kołysanki Księżycowe cz. 2 (2014,Magic Records)
- Bajki Małgosi (2015,Magic Records)
- Bajki Małgosi cz.2 (2015, Magic Records)
- Dj Miki PRZEBOJE (2016- MTJ)
- Śpiewaj i Tańcz z Dj Miki (2016 -Lemon Records)
- Kołysanki Księżycowe cz.3 (2016 -Magic Records)
- Kołysanki Księżycowe cz.4 (2016-Magic Records)
- Wyliczanki i śpiewanki (2016-Magic Records)
- Dzieciaki i zwierzaki (2016-Magic Records)
- Piosenki Zimowe(2016-CGP)
- Z Radości dla dziecka, box  3CD(2016-Magic Records)

### Single
- Nie Musisz (1997) – zespół Taboo
- Fajny Numer (1998) – zespół Taboo
- C'est La Vie (2004)
- Ukradłeś Mi Marzenia (2004)
- Jedna taka noc (2009) – z zespołem Look

## Filmografia
- 2001–2002: Marzenia do spełnienia – reż. A. Drabinski; jako pomoc domowa
- 2001: Klątwa skarbu Inków jako inkaska księżniczka
- 2002: Na dobre i na złe; jako pielęgniarka
- 2004: Defekt – reż. M. Dutkiewicz; jako dziennikarka